# 足羽郡
足羽郡為過去位於日本福井縣北部的郡，已於2006年2月1日因無所屬町村而消失。
在1879年實施郡區町村編制法時的轄區相當於現在的福井市的東南部地區。

## 歷史
過去在令制國時代屬於越前國。
在江戶時代時足羽郡內全部區域都是福井藩的領地。
19世紀末明治維新後，福井藩的領地在1871年實施廢藩置縣後改隸屬福井縣，不過在同年底進行的第一次府縣整併中，原本分屬福井縣、丸岡縣、西尾縣、大野縣、郡上縣、勝山縣、鯖江縣、本保縣位於原越前國北部的區域被整併為一縣，整併後的縣廳仍設於福井城，因此最初繼續沿用福井縣之名稱，不過在1872年福井縣改採用縣廳所在地的郡名更名為「足羽縣」。
但在1873年，足羽郡隨著足羽縣被併入敦賀縣，不過敦賀縣在1876年也遭到廢除，位於木芽峠以北的足羽郡被併入石川縣，直到1881年才將原本敦賀縣的轄區重新恢復設縣，不過重新設立的縣因為縣廳設在福井，因而新縣被命名為福井縣。
1878年石川縣實施郡區町村編製法時，正式設置近代的行政區劃「足羽郡」，並在福井佐佳枝上町（位於現在的福井市）設置「足羽吉田郡役所」，同時管轄足羽郡和吉田郡。

### 沿革

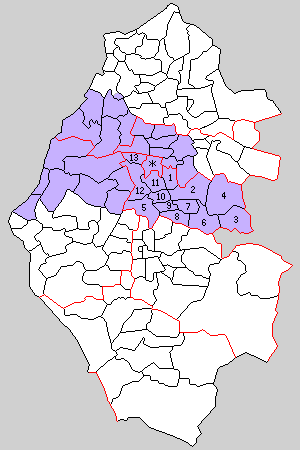
1889年足羽郡轄下的行政區劃：
1.和田村、2.酒生村、3.上宇坂村、4.下宇坂村、5.麻生津村、6.一乘谷村、7.東鄉村、8.上文殊村、9.下文殊村、10.六條村、11.木田村、12.社村、13.東安居村
（紫色：現屬福井市、＊：當時的福井市）

- 1889年4月1日：實施町村制和市制，原屬福井城下及石場畑方的區域設立為福井市[5]，同時足羽郡下設：和田村（日语：和田村 (福井県足羽郡)）、酒生村（日语：酒生村）、上宇坂村（日语：上宇坂村）、下宇坂村（日语：下宇坂村）、麻生津村（日语：麻生津村 (福井県)）、一乘谷村（日语：一乗谷村）、東鄉村（日语：東郷村 (福井県足羽郡)）、上文殊村（日语：上文殊村）、下文殊村（日语：下文殊村）、六條村（日语：六条村 (福井県)）、木田村（日语：木田村 (福井県)）、社村（日语：社村 (福井県)）、東安居村（日语：東安居村）。（13村）
- 1891年4月1日：實施郡制（日语：郡制），郡役所設於福井佐佳枝上町。
- 1894年4月7日：郡役所遷移至木田村。
- 1923年4月1日：廢除郡會和郡參事會。
- 1926年7月1日：廢除郡役所，此後郡不再作為行政區劃，只作為地名的表示。
- 1931年4月1日：東安居村的三橋被併入福井市。[5]
- 1936年5月1日：和田村被併入福井市。[5]（12村）
- 1936年10月1日：木田村被併入福井市。[5]（11村）
- 1939年8月1日：東安居村被併入福井市。[5]（10村）
- 1949年4月1日：社村的小山谷地區被併入福井市。[5]
- 1954年4月1日：社村被併入福井市。[5]（9村）
- 1955年2月11日：上宇坂村、下宇坂村和大野郡蘆見村（日语：芦見村）、羽生村（日语：羽生村 (福井県)）、上味見村（日语：上味見村）、下味見村（日语：下味見村）合併為美山村（日语：美山町 (福井県)）。（8村）
- 1955年3月31日：酒生村、一乘谷村、上文殊村、下文殊村、六條村合併為足羽村（日语：足羽町）。（4村）
- 1955年7月10日：東鄉村被併入足羽村。（3村）
- 1956年4月10日：足羽村的部分地區被併入福井市。[5]
- 1957年10月1日：麻生津村被併入福井市。[5]（2村）
- 1960年8月1日：足羽村改制為足羽町（日语：足羽町）。（1町1村）
- 1964年8月1日：美山村改制為美山町（日语：美山町 (福井県)）。（2町）
- 1971年9月1日：足羽町被併入福井市。[5]（1町）
- 2006年2月1日：美山町被併入福井市[5]，同時足羽郡因無所屬町村而消失。

### 變遷表
| 1889年4月1日   | 1889年 - 1912年 | 1912年 - 1944年          | 1945年 - 1954年         | 1955年 - 1989年            | 1955年 - 1989年           | 1955年 - 1989年           | 1989年 - 現在           | 現在   |
| -------------- | --------------- | ------------------------ | ----------------------- | -------------------------- | ------------------------- | ------------------------- | ----------------------- | ------ |
| 福井市         | 福井市          | 福井市                   | 福井市                  | 福井市                     | 福井市                    | 福井市                    | 福井市                  | 福井市 |
| 和田村         | 和田村          | 1936年5月1日 併入福井市  | 福井市                  | 福井市                     | 福井市                    | 福井市                    | 福井市                  | 福井市 |
| 木田村         | 木田村          | 1936年10月1日 併入福井市 | 福井市                  | 福井市                     | 福井市                    | 福井市                    | 福井市                  | 福井市 |
| 東安居村       | 東安居村        | 1939年8月1日 併入福井市  | 福井市                  | 福井市                     | 福井市                    | 福井市                    | 福井市                  | 福井市 |
| 社村           | 社村            | 社村                     | 1954年4月1日 併入福井市 | 福井市                     | 福井市                    | 福井市                    | 福井市                  | 福井市 |
| 麻生津村       | 麻生津村        | 麻生津村                 | 麻生津村                | 1957年10月1日 併入福井市   | 福井市                    | 福井市                    | 福井市                  | 福井市 |
| 酒生村         | 酒生村          | 酒生村                   | 酒生村                  | 1955年3月31日 合併為足羽村 | 1960年8月1日 改制為足羽町 | 1971年9月1日 併入福井市   | 福井市                  | 福井市 |
| 一乘谷村       |                 |                          |                         | 1955年3月31日 合併為足羽村 | 1960年8月1日 改制為足羽町 | 1971年9月1日 併入福井市   | 福井市                  | 福井市 |
| 上文殊村       |                 |                          |                         | 1955年3月31日 合併為足羽村 | 1960年8月1日 改制為足羽町 | 1971年9月1日 併入福井市   | 福井市                  | 福井市 |
| 下文殊村       |                 |                          |                         | 1955年3月31日 合併為足羽村 | 1960年8月1日 改制為足羽町 | 1971年9月1日 併入福井市   | 福井市                  | 福井市 |
| 六條村         |                 |                          |                         | 1955年3月31日 合併為足羽村 | 1960年8月1日 改制為足羽町 | 1971年9月1日 併入福井市   | 福井市                  | 福井市 |
| 東鄉村         | 東鄉村          | 東鄉村                   | 東鄉村                  | 1955年7月10日 併入足羽村   | 1960年8月1日 改制為足羽町 | 1971年9月1日 併入福井市   | 福井市                  | 福井市 |
| 上宇坂村       | 上宇坂村        | 上宇坂村                 | 上宇坂村                | 1955年2月11日 合併為美山村 | 1964年8月1日 改制為美山町 | 1964年8月1日 改制為美山町 | 2006年2月1日 併入福井市 | 福井市 |
| 下宇坂村       |                 |                          |                         | 1955年2月11日 合併為美山村 | 1964年8月1日 改制為美山町 | 1964年8月1日 改制為美山町 | 2006年2月1日 併入福井市 | 福井市 |
| 大野郡蘆見村   |                 |                          |                         | 1955年2月11日 合併為美山村 | 1964年8月1日 改制為美山町 | 1964年8月1日 改制為美山町 | 2006年2月1日 併入福井市 | 福井市 |
| 大野郡羽生村   |                 |                          |                         | 1955年2月11日 合併為美山村 | 1964年8月1日 改制為美山町 | 1964年8月1日 改制為美山町 | 2006年2月1日 併入福井市 | 福井市 |
| 大野郡上味見村 |                 |                          |                         | 1955年2月11日 合併為美山村 | 1964年8月1日 改制為美山町 | 1964年8月1日 改制為美山町 | 2006年2月1日 併入福井市 | 福井市 |
| 大野郡下味見村 |                 |                          |                         | 1955年2月11日 合併為美山村 | 1964年8月1日 改制為美山町 | 1964年8月1日 改制為美山町 | 2006年2月1日 併入福井市 | 福井市 |

## 註解
1. ↑  於1871年第一次設立的福井縣，與現在的福井縣沒有直接關係。
2. ↑  於1881年第二次設立的福井縣，與1871年設立的福井縣沒有直接關係。